# Benediktinerinnenkloster Hemmingstedt
Das Benediktinerinnenkloster in Hemmingstedt bestand nur wenige Jahre von 1502 bis 1517.

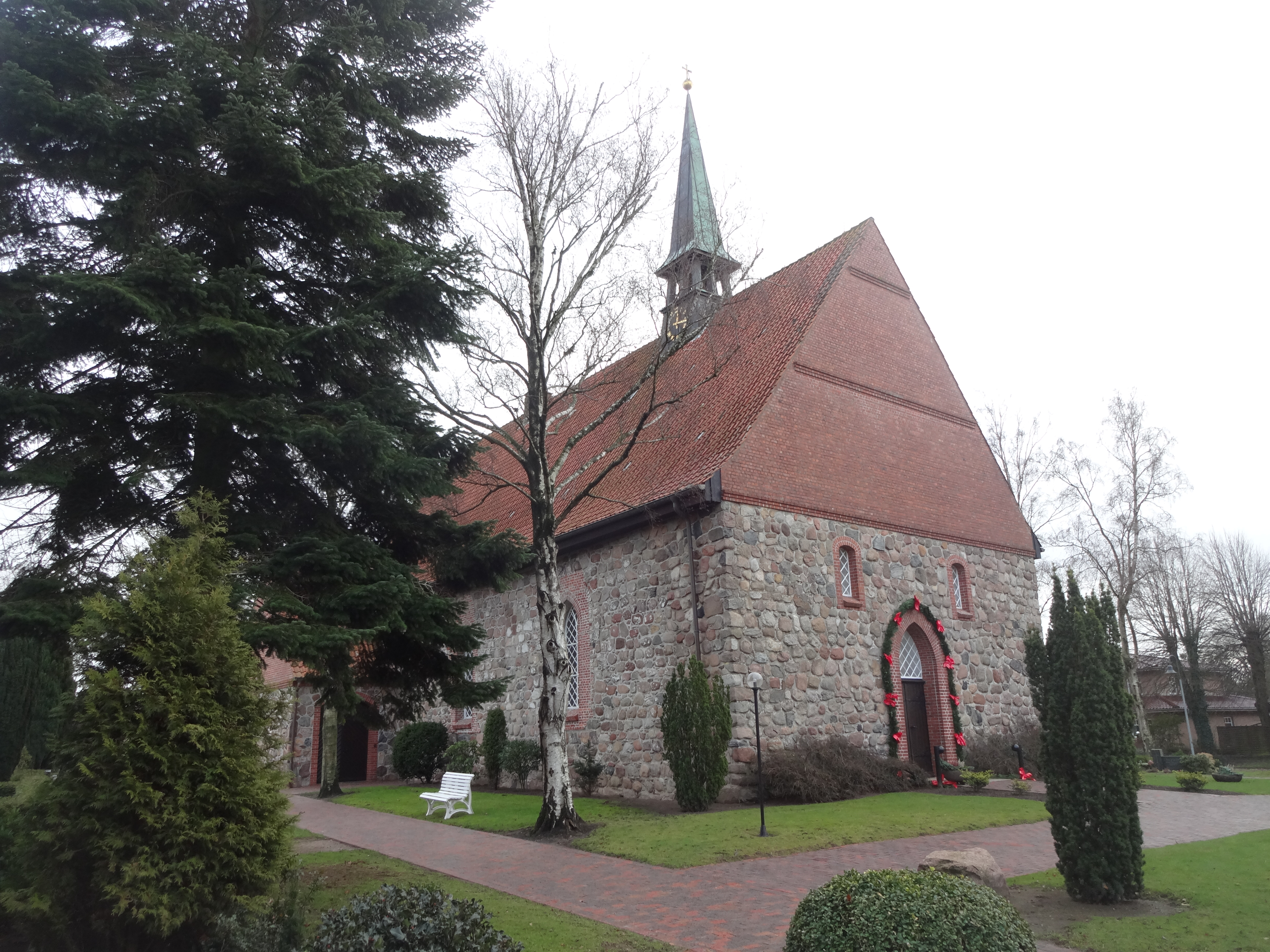
Die Marienkirche in Hemmingstedt wurde von den Benediktinernonnen als Klosterkirche verwendet.

## Geschichte
Nach der für die Dithmarscher siegreichen Schlacht bei Hemmingstedt am 17. Februar 1500 stifteten diese, wie der Chronist Neocorus in seiner Chronik des Landes Dithmarschen festhielt, als Zeichen ihrer Dankbarkeit gegenüber ihrer Schutzheiligen ein neues Kloster unter dem Patrozinium der Gottesmutter Maria, in dem zwölf Jungfrauen leben sollten, darunter das Mädchen, das mit dem Banner das Aufgebot der Dithmarscher Bauern angeführt hatte und ein Keuschheitsgelübde abgelegt hatte. Das Kloster am Ort der Schlacht wurde mit einem Teil des Siegesguts ausgestattet. Die Stiftungsurkunde des Hamburger Dompropsten Albert von Klitzing datiert auf den 29. Mai 1502. 1503 bestätigte der päpstliche Legat Raimund Peraudi die Klostergründung und unterstellte die Nonnen der Benediktinerregel. Die Klostergebäude wurden bei der Hemmingstedter Pfarrkirche errichtet, die als Marienkirche auch den Nonnen als Gebetsort diente.
Trotz der dramatischen Vorgeschichte und obwohl das Kloster bei seiner Gründung reich ausgestattet wurde, entfaltete sich kein geistliches Leben. Es fanden sich nicht einmal die zwölf Jungfrauen, die bereit wären, sich auf Dauer den Ordensregeln zu unterwerfen. Das Hamburger Domkapitel als geistliche Obrigkeit wandelte die Stiftung 1513 in ein Franziskanerkloster um und verlegte es nach Lunden. Papst Leo X. bestätigte die Aufhebung 1517. Im folgenden Jahr wurden die unfertigen Gebäude abgebrochen und das Baumaterial an den Ort des neuen Klosters verbracht. Der geräumige Chor der Hemmingstedter Marienkirche, der den Nonnen genügend Raum für ihre Stundengebete bot, ist das einzige erhaltene bauliche Zeugnis dieses nur kurzfristig Bestand habenden Klosters.